# Голошинці
Голо́шинці — село в Україні, у Скориківській сільській громаді Тернопільського району Тернопільської області. Населення становить 131 особа (2021). Розташоване на сході району.

## Населення

### Мова
Розподіл населення за рідною мовою за даними перепису 2001 року:
| Мова       | Кількість | Відсоток |
| ---------- | --------- | -------- |
| українська | 170       | 99.42%   |
| польська   | 1         | 0.58%    |
| Усього     | 171       | 100%     |

## Історія
У селі діяли товариства «Просвіта», «Сокіл», «Сільський господар», «Союз українок», «Рідна школа», кооперативи.
Від вересня 2015 року ввійшло у склад Новосільської сільської громади.
12 червня 2020 року, відповідно до розпорядження Кабінету Міністрів України  № 724-р «Про визначення адміністративних центрів та затвердження територій територіальних громад Тернопільської області», село увійшло до складу Скориківської селищної громади.
19 липня 2020 року в результаті адміністративно-територіальної реформи та ліквідації Підволочиського району, село увійшло до складу новоствореного Тернопільського району.

## Пам'ятки
- Є греко-католицька церква Різдва Пресвятої Богородиці.
- Скульптура Пресвятої Богородиці. За легендою, яка переходить з покоління в покоління, перед татарським військом, яке зненацька напало на село, з'явився обрис Божої Матері і військо зупинилося, а відтак татари відступили і не завдали населенню шкоди.
- У центрі села встановлено пам'ятний хрест на згадку про скасування панщини у 1848 році.
- Орнітологічний заказник місцевого значення Голошинські ями.
- Встановлено пам'ятний хрест при в'їзді у село

## Соціальна сфера
- Приватний магазин.
- Клуб (непридатний для функціонування).

## Відомі люди
Народилися
- Бомба Андрій Ярославович (нар. 1949) — український науковець у галузі математики, доктор технічних наук, професор, голова Рівненського осередку математичного товариства, засновник та відповідальний редактор Волинського математичного вісника, дійсний член Наукового товариства імені Тараса Шевченка (НТШ), академік Української нафто-газової академії, академік Академії наук вищої школи України.
- Бомба Мирослав Ярославович (нар. 1955) — український науковець у галузі землеробства, агроекології та екології, доктор сільськогосподарських наук, професор, академік Міжнародної академії екології та безпеки діяльності, академік Академії наук вищої школи України (2024), заслужений діяч науки і техніки України, автор книги «Голошинці — село Подільського краю».
- Арсен Вікарук (нар. 1939) — український літератор.
- Ярослав Гонтковський (1942—2013) — заслужений працівник фізичної культури і спорту України.
- Осінчук Михайло Іванович (1890—1969) — український художник-монументаліст, іконограф, графік і живописець.
- Осінчук Роман Іванович (1902—1991) — український лікар, журналіст, громадський, релігійний і культурний діяч.
- Володимир Лукасєвич (1860—1924) — лікар, науковець в галузі медицини, професор, засновник школи дерматології і президент дерматологічного товариства у Львові, член Віденського і Французького дерматологічного товариств, член Найвищої ради здоров'я Австрії.

## Галерея

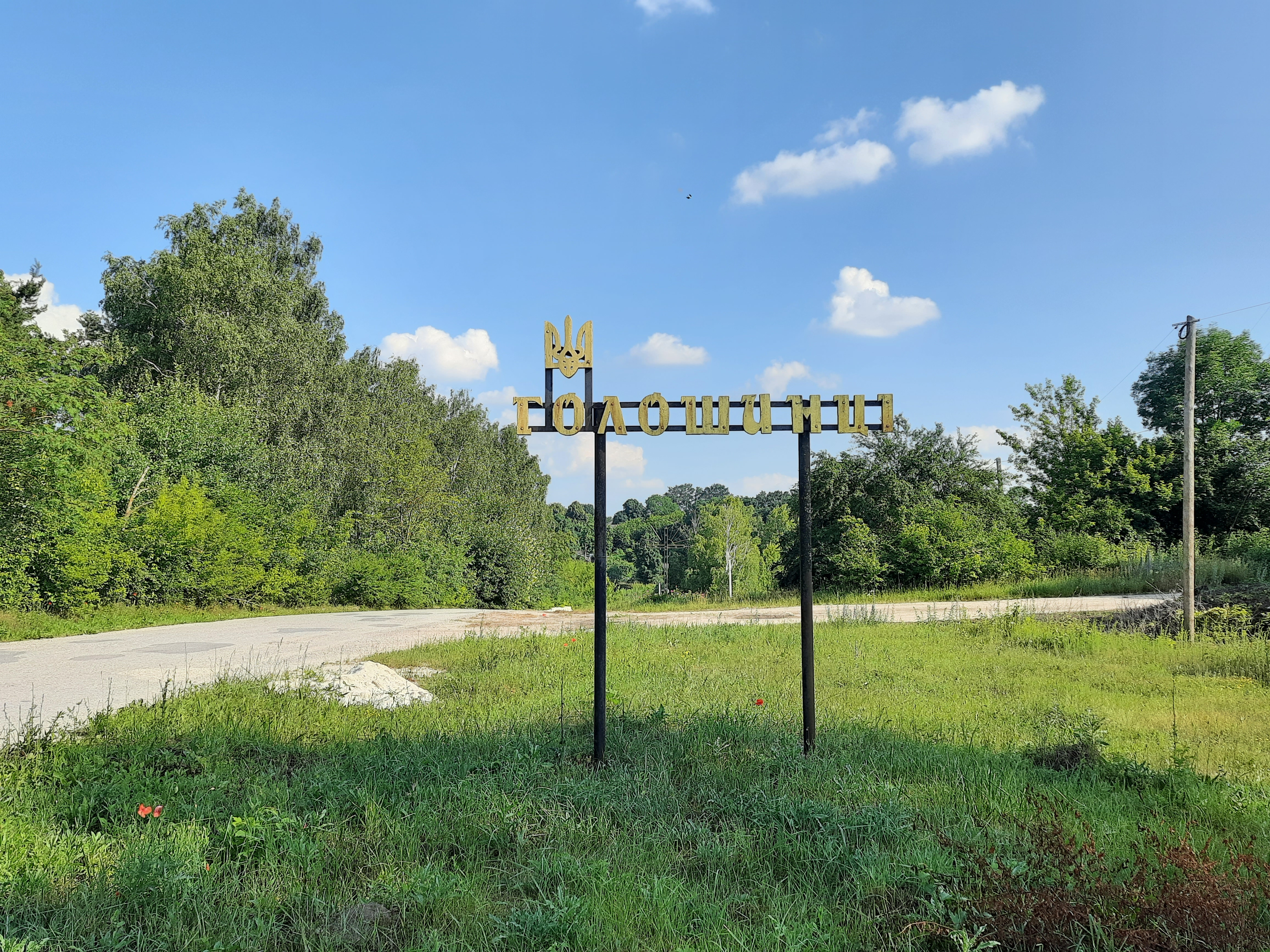
Знак при в'їзді в село
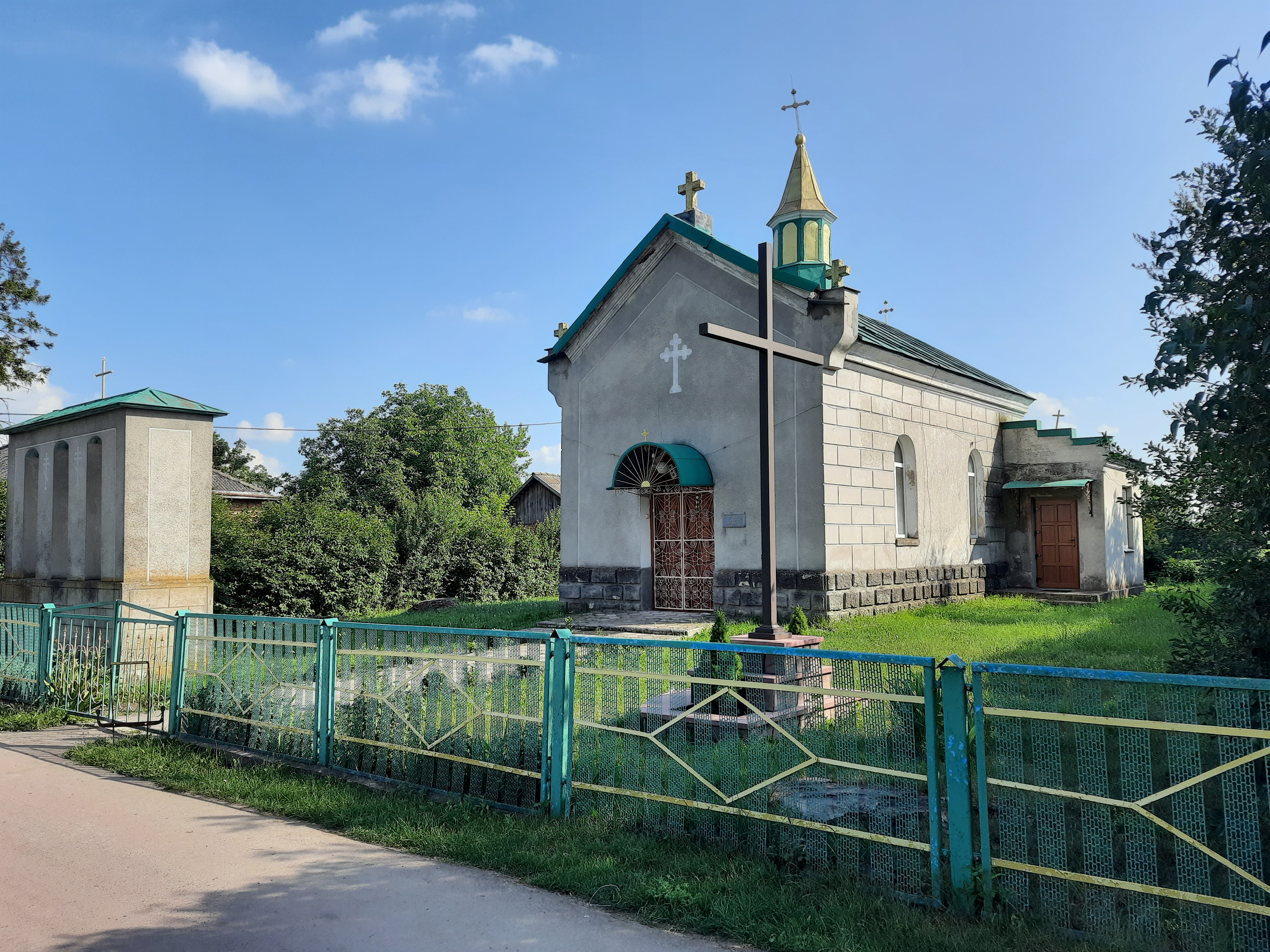
Церква Різдва Пресвятої Богородиці
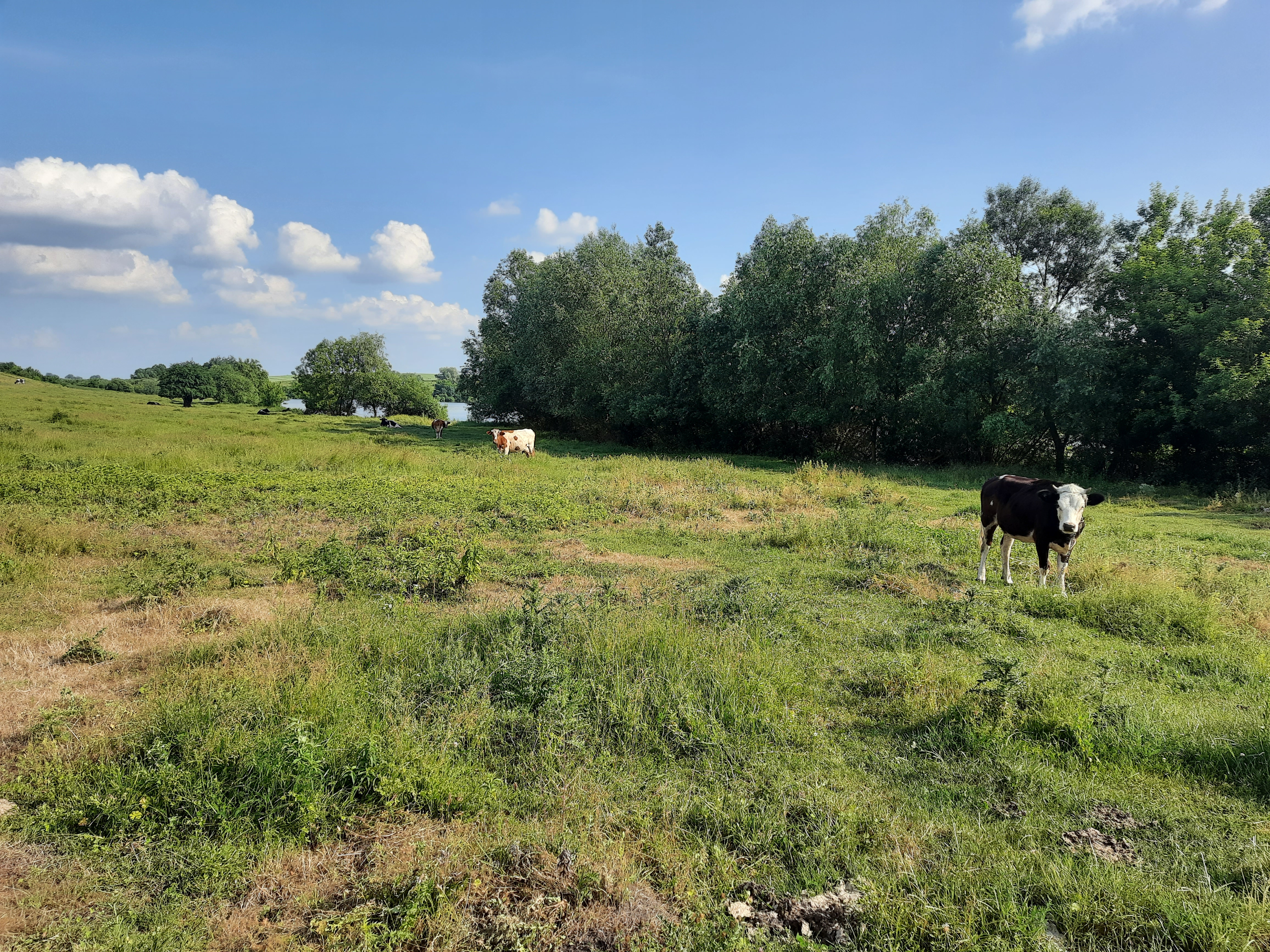
Сільський пейзаж
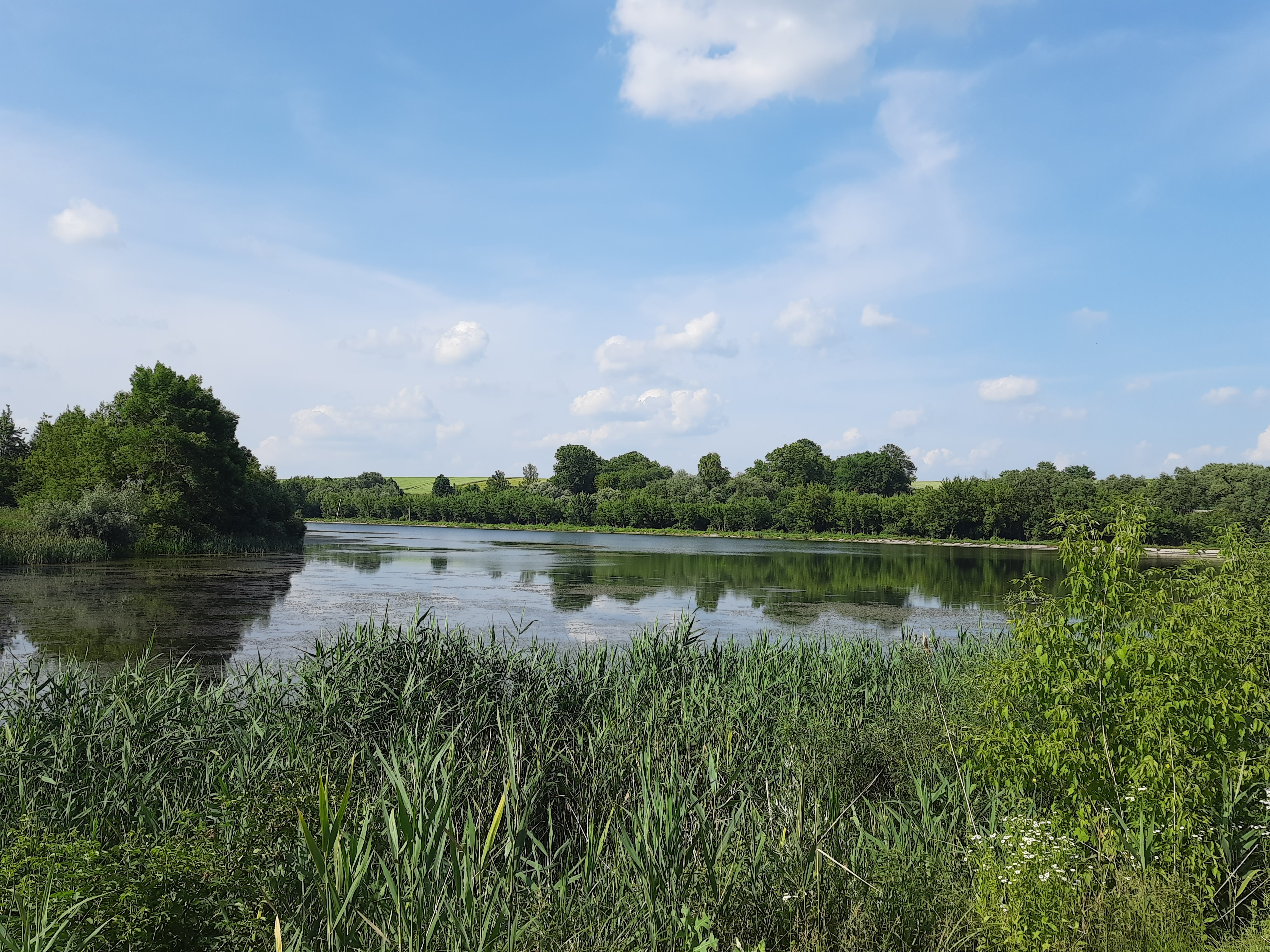
Ставок поблизу села